# 365786 Florencelosse
365786 Florencelosse è un asteroide della fascia principale. Scoperto nel 2010, presenta un'orbita caratterizzata da un semiasse maggiore pari a 3,0919794 UA e da un'eccentricità di 0,0303353, inclinata di 12,01284° rispetto all'eclittica.
L'asteroide è dedicato all'insegnante francese Florence Losse.